# L'Émigrant de Landor Road
Pour les articles homonymes, voir L'Émigrant (homonymie).
L’Émigrant de Landor Road est un poème de Guillaume Apollinaire, écrit en 1904. Il est dédié à l'écrivain André Billy.

## Premières publications
- Vers et Prose, t. IV, décembre 1905-février 1906
- Anthologie des poètes nouveaux, E. Figuière, 1913
- Alcools, Mercure de France, 1913

## Historique
Landor Road est le nom de la rue de Londres où a habité Annie Playden, la gouvernante anglaise qu'Apollinaire avait rencontrée en Allemagne. Annie Playden s'étant installée à Londres, Apollinaire s'y rendit deux fois, mais elle s'exila aux États-Unis pour fuir son soupirant.

## Composition
La septième strophe est une reprise de la dixième de Adieux, et la dernière de la quinzième de Le Printemps

## Discographie
- L'Émigrant de Landor Road figure dans La Voix des mots (1976) un album de Alain Meilland et Paul Castanier
- L'Émigrant de Landor Road est chanté par  Lise Au Piano sur son album du même nom.